# Episodi di Mannix (sesta stagione)
La sesta stagione della serie televisiva Mannix è stata trasmessa in anteprima negli Stati Uniti d'America dalla CBS tra il 17 settembre 1972 e l'11 marzo 1973.
| nº | Titolo originale           | Titolo italiano | Prima TV USA      | Prima TV Italia |
| -- | -------------------------- | --------------- | ----------------- | --------------- |
| 1  | The Open Web               |                 | 17 settembre 1972 |                 |
| 2  | Cry Silence                |                 | 24 settembre 1972 |                 |
| 3  | The Crimson Halo           |                 | 1º ottobre 1972   |                 |
| 4  | Broken Mirror              |                 | 8 ottobre 1972    |                 |
| 5  | Portrait of a Hero         |                 | 15 ottobre 1972   |                 |
| 6  | The Inside Man             |                 | 22 ottobre 1972   |                 |
| 7  | To Kill a Memory           |                 | 29 ottobre 1972   |                 |
| 8  | The Upside-Down Penny      |                 | 5 novembre 1972   |                 |
| 9  | One Step to Midnight       |                 | 12 novembre 1972  |                 |
| 10 | Harvest of Death           |                 | 19 novembre 1972  |                 |
| 11 | A Puzzle for One           |                 | 26 novembre 1972  |                 |
| 12 | Lost Sunday                |                 | 3 dicembre 1972   |                 |
| 13 | See No Evil                |                 | 10 dicembre 1972  |                 |
| 14 | Light and Shadow           |                 | 17 dicembre 1972  |                 |
| 15 | A Game of Shadows          |                 | 24 dicembre 1972  |                 |
| 16 | The Man Who Wasn't There   |                 | 7 gennaio 1973    |                 |
| 17 | A Matter of Principle      |                 | 14 gennaio 1973   |                 |
| 18 | Out of the Night           |                 | 21 gennaio 1973   |                 |
| 19 | Carol Lockwood, Past Tense |                 | 28 gennaio 1973   |                 |
| 20 | The Faces of Murder        |                 | 4 febbraio 1973   |                 |
| 21 | Search for a Whisper       |                 | 18 febbraio 1973  |                 |
| 22 | To Quote a Dead Man        |                 | 25 febbraio 1973  |                 |
| 23 | A Problem of Innocence     |                 | 4 marzo 1973      |                 |
| 24 | The Danford File           |                 | 11 marzo 1973     |                 |